# 酒井清人
酒井 清人（さかい きよと、1936年11月9日 - 2022年10月13日）は、日本の経営者。ヤクルト専務、ヤクルトスワローズ球団社長を務めた。

## 来歴・人物
香川県出身。1959年に早稲田大学法学部を卒業し、1969年にヤクルト本社に入社した。1976年4月に総務部長に就任し、取締役、常務、専務を歴任した。
1993年3月から1997年3月までにヤクルトスワローズ球団社長を務めた。
2022年10月13日、老衰のため死去。85歳没。